# سم رایلی
ساموئل پیتر دبلیو رایلی (انگلیسی: Samuel Peter W. Riley؛ زادهٔ ۸ ژانویهٔ ۱۹۸۰)[۱] یک هنرپیشه و خواننده انگلیسی است.[2] او بیشتر به خاطر بازی در فیلم بیوگرافی کنترل در سال ۲۰۰۷ درباره زندگی ایان کورتیس، در نقش قهرمان داستان سال پارادایس در اقتباس سال ۲۰۱۲ از رمان جک کرواک در جاده، و در نقش دیاوال در فیلم مالیفیسنت در سال ۲۰۱۴ شناخته شده است. رایلی برای بازی در نقش فیتزویلیام دارسی در فیلم غرور و تعصب و زامبی‌ها در سال ۲۰۱۶ شهرت یافت.

## فیلم‌شناسی
| سال  | نام                       | نقش              |
| ---- | ------------------------- | ---------------- |
| ۲۰۰۷ | کنترل                     | ایان کورتس       |
| ۲۰۱۰ | ۱۳                        | وینسنت           |
| ۲۰۱۰ | صخره برایتون              | پینکی براون      |
| ۲۰۱۴ | دره تاریک                 | گریدر            |
| ۲۰۱۴ | مالفیسنت                  | دیاوال           |
| ۲۰۱۲ | در جاده                   | سال پارادیس      |
| ۲۰۱۲ | بیزانتیوم                 | دارول            |
| ۲۰۱۵ | سوئیت فرانسوی             | بنویت            |
| ۲۰۱۶ | آتش آزاد                  |                  |
| ۲۰۱۶ | غرور و تعصب و زامبی‌ها     | فیتزویلیام دارسی |
| ۲۰۱۹ | رادیو اکتیو               | پیر کوری         |
| ۲۰۱۹ | مالفیسنت: سردسته اهریمنان | دیاوال           |